# 22409 Nagatohideaki
22409 Nagatohideaki este o planetă minoră (asteroid), cu un diametru de 4,411 km, din centura de asteroizi. A fost descoperită pe 20 septembrie 1995 la Kitami Observatory⁠(d) de Kin Endate. 
Obiectul prezintă o orbită caracterizată de o semiaxă mare de 2,2484155 UAi, o excentricitate de 0,19, o înclinație de 6,62992 ° în raport cu ecliptica.